# Protohydnum cartilagineum
Protohydnum cartilagineum är en svampart som beskrevs av Möller 1895. Protohydnum cartilagineum ingår i släktet Protohydnum, ordningen Auriculariales, klassen Agaricomycetes, divisionen basidiesvampar och riket svampar.   Inga underarter finns listade i Catalogue of Life.